# TeraCopy
TeraCopy — бесплатная программа для передачи файлов, разработанная в качестве альтернативы встроенной функции передачи файлов в Проводнике Windows. Основное внимание уделяется целостности данных, надежности передачи файлов и возможности приостановить или возобновить передачу файлов.

## Принцип работы
TeraCopy использует динамически настраиваемые буферы для сокращения времени поиска. Асинхронное копирование ускоряет передачу файлов между двумя физическими жесткими дисками. Процессы можно приостановить или возобновить.
В случае ошибок TeraCopy сделает несколько попыток, после этого пропустит неисправный файл и продолжит остальную часть операции. TeraCopy также показывает неудачные передачи файлов и позволяет пользователю исправить проблему и повторно скопировать проблемные файлы. TeraCopy не предлагает никаких объяснений пропущенным файлам; он просто  помечает как «Пропущенные». Копирование может быть пропущено по многим причинам, которые пользователь мог бы исправить, если бы они были известны, например, из-за слишком длинного имени файла или длительности копирования из-за неисправности запоминающего устройства. В результате чего копирование не прерывается и завершается успешно.
TeraCopy может заменить функции копирования и перемещения Проводника Windows. Автор утверждает, что он полностью поддерживает Unicode. 

## Лицензирование
TeraCopy — пример модели лицензирования freemium. Базовая версия предлагается как бесплатное ПО, но может использоваться только в некоммерческих целях. TeraCopy Pro условно-бесплатная версия утилиты, имеет дополнительные функции, такие как наличие списка избранных папок, которые будут использоваться в качестве места назначения для копирования, и возможность изменять очередь копирования.

## Отзывы
В 2007 году Ионут Иласку из Softpedia.com похвалил эту утилиту за ее способность восстанавливать файлы после ошибок и охарактеризовал так: «TeraCopy намного быстрее, чем Windows Explorer в XP, но только при правильной дефрагментации. В Vista он работает немного медленнее, даже если была выполнена дефрагментация диска.» 
В 2009 году Джейсон Фитцпатрик на сайте Lifehacker похвалил удобство использования, заявив: «Он не ошеломляет вас множеством настроек или опций» и также назвал «достаточно продвинутым». Впоследствии посетители Lifehacker с большим отрывом признали TeraCopy лучшим способом копирования для Windows из четырех других участников.
В обзоре 2010 года CNET назвал его «отличным бесплатным программным обеспечением» и рекомендовал его всем пользователям Windows.